# Palle Granlund
Palle Granlund (* um 1925) ist ein dänischer Badmintonspieler. 

## Karriere
Palle Granlund siegte 1948 bei den French Open im Herreneinzel. Bei den All England 1954 stand er im Viertelfinale und schied dort gegen den späteren Sieger Eddy Choong knapp in drei Sätzen aus. In der Saison 1955/1956 gewann er den dänischen Titel im Herreneinzel.

## Sportliche Erfolge
| Saison    | Veranstaltung                   | Disziplin    | Platz | Name                      |
| --------- | ------------------------------- | ------------ | ----- | ------------------------- |
| 1948      | French Open                     | Herreneinzel | 1     | Palle Granlund            |
| 1955/1956 | Dänemark: Einzelmeisterschaften | Herreneinzel | 1     | Palle Granlund, Amager BC |